# Silene sangaria
Silene sangaria là loài thực vật có hoa thuộc họ Cẩm chướng. Loài này được Coode & Cullen miêu tả khoa học đầu tiên năm 1967.